# 国民教育与宣传部

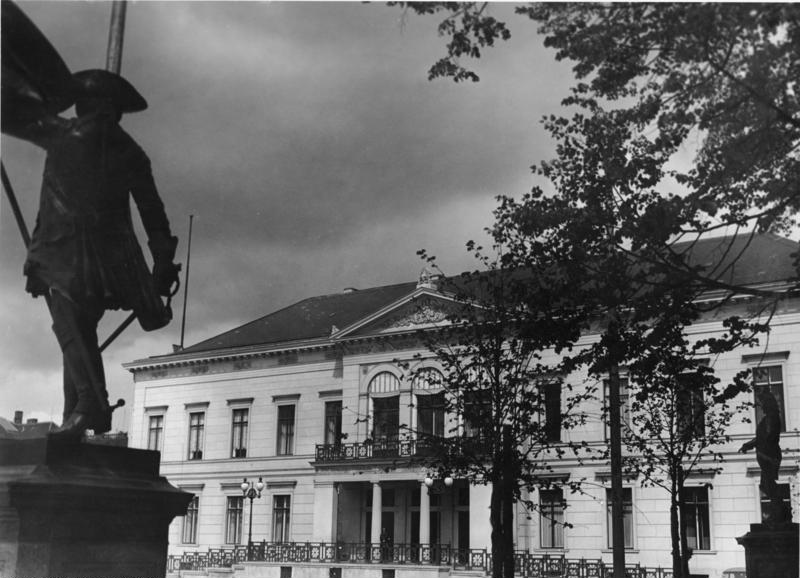
宣传部大楼，1936年

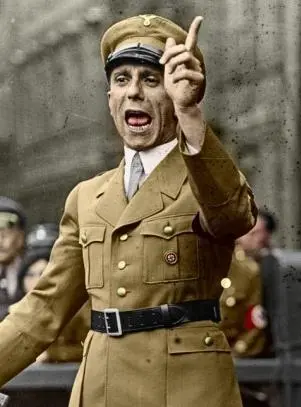
宣傳部長約瑟夫·戈培爾，1934年

国民教育与宣传部（德語：Reichsministerium für Volksaufklärung und Propaganda 或 Propagandaministerium）是纳粹党在德国宣传其意识形态并管理其社会及文化的部门。于1933年3月13日由阿道夫·希特勒建立。其部长是约瑟夫·戈培尔，由他主导了纳粹德国对媒体及文化的管理。